# 김순원 (신라)
김순원(金順元, ?~?)은 효소왕 대부터 효성왕 대에 활동한 신라 중대의 중신이다.

## 생애
자세한 가계는 알려져있지 않고 친동생으로는 김개원(金愷元)이 있었다.
698년(효소왕 7년), 대아찬으로 시중에 올랐으나, 1년 후 699년(효소왕 8년), 이찬 경영(慶永)의 난에 연좌돼 파면당했다. 하지만 706년(성덕왕 5년)에 만들어진 황복사금동사리함기에 소판 김순원의 이름이 등장하는 것으로 보아 적어도 이 당시엔 중앙정계에 복귀했던 것으로 보인다. 720년(성덕왕 19년), 딸 소덕왕후(炤德王后)를 왕의 후비로 들여보냈으며, 739년(효성왕 3년)에는 아들 김진종의 딸이자 손녀 혜명(惠明)을 자신의 외손자인 효성왕에게 시집보내는 등 왕의 외척으로 위세를 떨쳤다.

## 가계
- - 아버지 : 김선품(金善品)
  - 어머니 : 보룡궁주(菩利宮主)
    - 여동생 : 자의왕후 김씨(慈儀皇后 金氏)
    - 여동생 : 운명궁주 김씨(雲明宮主 金氏)
    - 여동생 : 야명궁주 김씨(夜明宮主 金氏)
    - 동생 : 김작진(金酌珍)
      - 부인 : 미상
        - 딸 : 소덕왕후 김씨(炤德王后 金氏)
        - 사위 : 성덕왕(聖德王) - 신라 제33대 왕
        - 딸 : 혜명왕후 김씨(惠明夫人 金氏)
        - 사위 : 효성왕(孝成王) - 신라 제34대 왕
        - 아들 : 김정종(金貞宗)

## 같이 보기
- 신라 효소왕
- 신라 성덕왕
- 신라 효성왕